# Los Taques (khu tự quản)
Los Taques là một khu tự quản thuộc bang Falcón, Venezuela. Thủ phủ của khu tự quản Los Taques đóng tại Santa Cruz de Los Taques. Khự tự quản Los Taques có diện tích 231 km2, dân số theo điều tra dân số ngày 21 tháng 10 năm 2001 là 28528 người.